# Флаг Губарёвского сельского поселения
Флаг муниципального образования Губарёвское сельское поселение Семилукского муниципального района Воронежской области Российской Федерации — опознавательно-правовой знак, служащий официальным символом муниципального образования.
Флаг утверждён 24 июля 2012 года решением Совета народных депутатов Губаревского сельского поселения № 162 и 19 октября 2012 года внесён в Государственный геральдический регистр Российской Федерации с присвоением регистрационного номера 7932.

## Описание
«Прямоугольное двухстороннее полотнище зелёного цвета с отношением ширины к длине 2:3, несущее изображение фигур из герба Губаревского сельского поселения: две вертикально расположенные головки колоса и два лука тетивой вправо, все жёлтого цвета, равномерно по всему полотнищу».

## Обоснование символики
Флаг Губаревского сельского поселения отражает исторические, культурные, социально-экономические, национальные и иные местные традиции.
Административный центр поселения село Губарёво основано в конце XVI века. В «Дозорной книге» 1615 года село отмечено как принадлежащее одному из боярских детей — Василию Фёдоровичу Губарю, от этой фамилии и произошло название села.
Первыми поселенцами, были выходцы с Украины, их тогда называли черкассами (черкасами). Основное их занятие заключалось в охране южных границ Московского княжества от степных кочевников. Не случайно на флаге изображены два лука, как символ мужества, смелости, стойкости в защите веры и отечества.
В свободное от службы время служилый люд занимался хлебопашеством. Два жёлтых колоса — символизируют изобилие, плодородие и богатство Губаревской земли.
Зелёный цвет символизирует молодость, весну, здоровье, природу и надежду на светлое будущее.
Жёлтый цвет (золото) — символ высшей ценности, величия, богатства, урожая.